# Aster
Aster is een geslacht uit de composietenfamilie (Compositae of Asteraceae). Vanwege de bloei (in bloemhoofdjes) zijn er veel cultivars als tuinplant gekweekt.
Noord-Amerikaanse soorten zijn ondergebracht in het geslacht Symphyotrichum. Verder zijn er enkele soorten overgebracht naar Galatella en Tripolium. Tot Aster behoren nu alleen Euraziatische soorten.
In Nederland en België komen de volgende soorten voor:
- Gladde aster (Aster laevis - sierplant, soms verwilderd). Nu: Symphyotrichum laeve
- Kleine aster (Aster tradescantii - sinds 19e eeuw ingeburgerd) is een synoniem van smalle aster
- Nieuw-Engelse aster (Aster novae-angliae). Nu: Symphyotrichum novae-angliae
- Nieuw-Nederlandse aster (Aster novi-belgii - sierplant, vaak verwilderd). Nu: Symphyotrichum novi-belgii
- Smalle aster (Aster lanceolatus - sinds eerste kwart 20e eeuw ingeburgerd). Nu: Symphyotrichum lanceolatum
- Zulte (Aster tripolium - ook wel zeeaster genoemd). Nu: Tripolium pannonicum
- Kalkaster (Aster linosyris). Nu: Galatella linosyris

Van deze soorten zijn alleen de zulte en de kalkaster inheems, de andere zijn oorspronkelijk afkomstig uit Noord-Amerika.

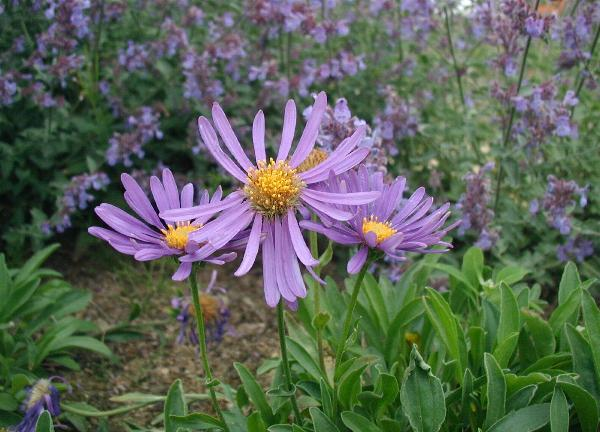
Aster alpinus

Enkele overige soorten:
- Aster alpinus
- Aster amellus (Bergaster)
- Aster cordifolius
- Aster divaricatus
- Aster ericoides
- Aster lateriflorus
- Aster pilosus
- Aster pringlei
- Aster sibericus
- Aster tataricus
- Aster tonglensis